# PMAP

PMAP 로고

PMAP (Proteolysis MAP)는 단백질 분해 효소에 초점을 맞춘 통합 웹 리소스이다.

## 이론적 해석
PMAP은 단백질 분해 네트워크와 대사경로에 대한 추론에서 단백질 분해 효소를 연구하는 연구원을 돕기 위한 것이다.

## 역사와 자금
PMAP는 원래 캘리포니아 라호야에 있는 Burnham Institute for Medical Research에서 개발되었다. 2004년 국립보건원(NIH)은 Jeffrey W. Smith가 이끄는 팀을 선택하여 CPP(단백질 분해 경로 센터)를 설립했다. 생의학 연구를 위한 NIH 로드맵의 일환으로 이 센터는 단백질의 이동을 연구하고 그 지식을 과학계 전체에 배포하는 기술을 개발한다.

## 초점
단백질 분해 효소는 단백질의 펩타이드 결합을 절단하여 세포 내부와 외부 모두에서 일어나는 많은 일을 조절하는 효소의 한 종류이다. 이 활동을 통해 4가지 필수 세포 기능인 세포 분화, 운동성, 세포 분열, 세포사멸을 제어하고 혈액응고의 생화학적 캐스케이드 효과와 같은 중요한 세포 외 이벤트를 활성화한다. 간단히 말해서 단백질 분해 효소가 없다면 생명이 존재할 수 없다. 이를 온라인 분류 시스템인 MEROPS 데이터베이스에 저장되어 있다.

## 목표
단백질 분해 경로 또는 단백질 분해는 특정 자극에 반응하여 발생하는 댄백질 분해 효소에 의해 제어되는 일련의 사건이다. 혈액 응고 외에도 인슐린 생산은 단백질 분해 경로로 볼 수 있다. 그 단백질의 활성화, 조절 및 억제는 단백질 분해 효소가 변화하는 포도당 수준에 반응하고 다른 단백질 분해 효소의 다운스트림을 유발하는 결과이기 때문이다.

## 데이터베이스 콘텐츠
PMAP는 5개의 데이터베이스를 통합한다. ProteaseDB 및 SubstrateDB는 분자 정보가 풍부한 동적 '분자 페이지'를 생성하는 자동화된 주석 파이프라인에 의해 구동된다. CutDB에는 6,600개 이상의 단백질 분해 이벤트에 대한 정보가 있으며 ProfileDB는 단백질 분해 효소의 기질 인식 특이성에 대한 정보를 제공한다. PathwayDB는 기능을 규칙 기반 방식으로 동적으로 모델링 할 수 있는 대사경로 서비스를 제공한다.

## 사용
PMAP의 인기 목적지는 Protease Molecule Pages 및 Substrate Molecule Pages이다. 단백질 분해 효소 페이지는 펍메드 문헌의 단백질 분해 효소, 알려진 단백질 분해 사건, 단백질 도메인 위치 및 단백질 구조 보기의 최신 뉴스와 다른 생물정보 데이터베이스 섹션의 교차 주석을 보여준다. Substrate Molecule Pages는 주어진 관심 단백질 표적에 대한 단백질 도메인 및 실험적으로 유도된 단백질 분해 효소 절단 부위를 표시한다.

## 같이 보기
- Cytoscape
- 전산 유전체학
- 대사 네트워크 모델링
- 단백질-단백질 상호작용 예측